# Eastern Mennonite University
Die Eastern Mennonite University (kurz: EMU) ist eine mennonitische Universität in den USA. Träger dieser privaten Liberal Arts University ist die Mennonite Church USA, eine der historischen Friedenskirchen. Die EMU hat ihren Sitz in Harrisonburg, Virginia, unterhält eine Zweigstelle in Lancaster (Pennsylvania).
Weltweit bekannt ist die EMU wohl am ehesten für ihr Center for Justice and Peacebuilding (CJP), vor allem mit dem Graduiertenprogramm Konflikttransformation. Das CJP hat über 3.000 Absolventen aus 119 Ländern. Der Gründer John Paul Lederach und Howard Zehr gelten als international bekannte Experten im Bereich Konfliktregelung und Gerechtigkeit. Im Oktober 2011 wurde die CJP-Absolventin Leymah Gbowee mit dem Friedensnobelpreis ausgezeichnet.
Jeder zweite Student der Easter Mennonite University hat keinen mennonitischen Hintergrund, während sich die Mehrheit der Studenten zum christlichen Glauben bekennt. Neben der EMU gibt es in Nordamerika eine Reihe weiterer mennonitischer Universitäten und Colleges.

## Zahlen zu den Studierenden und den Dozenten
Im Herbst 2021 waren 1.342 Studierende an der EMU eingeschrieben. Davon strebten 958 (71,4 %) ihren ersten Studienabschluss an, sie waren also undergraduates. Von diesen waren 59 % weiblich und 41 % männlich; 2 % bezeichneten sich als asiatisch, 11 % als schwarz/afroamerikanisch, 8 % als Hispanic/Latino, 65 % als weiß und weitere 4 % kamen aus dem Ausland. 384 (28,6 %) arbeiteten auf einen weiteren Abschluss hin, sie waren graduates. Es lehrten 160 Dozenten an der Universität, davon 85 in Vollzeit und 75 in Teilzeit. Die EMU zählt über 20.000 aktive Personen zu ihren Ehemaligen (Alumni).

## Bilder

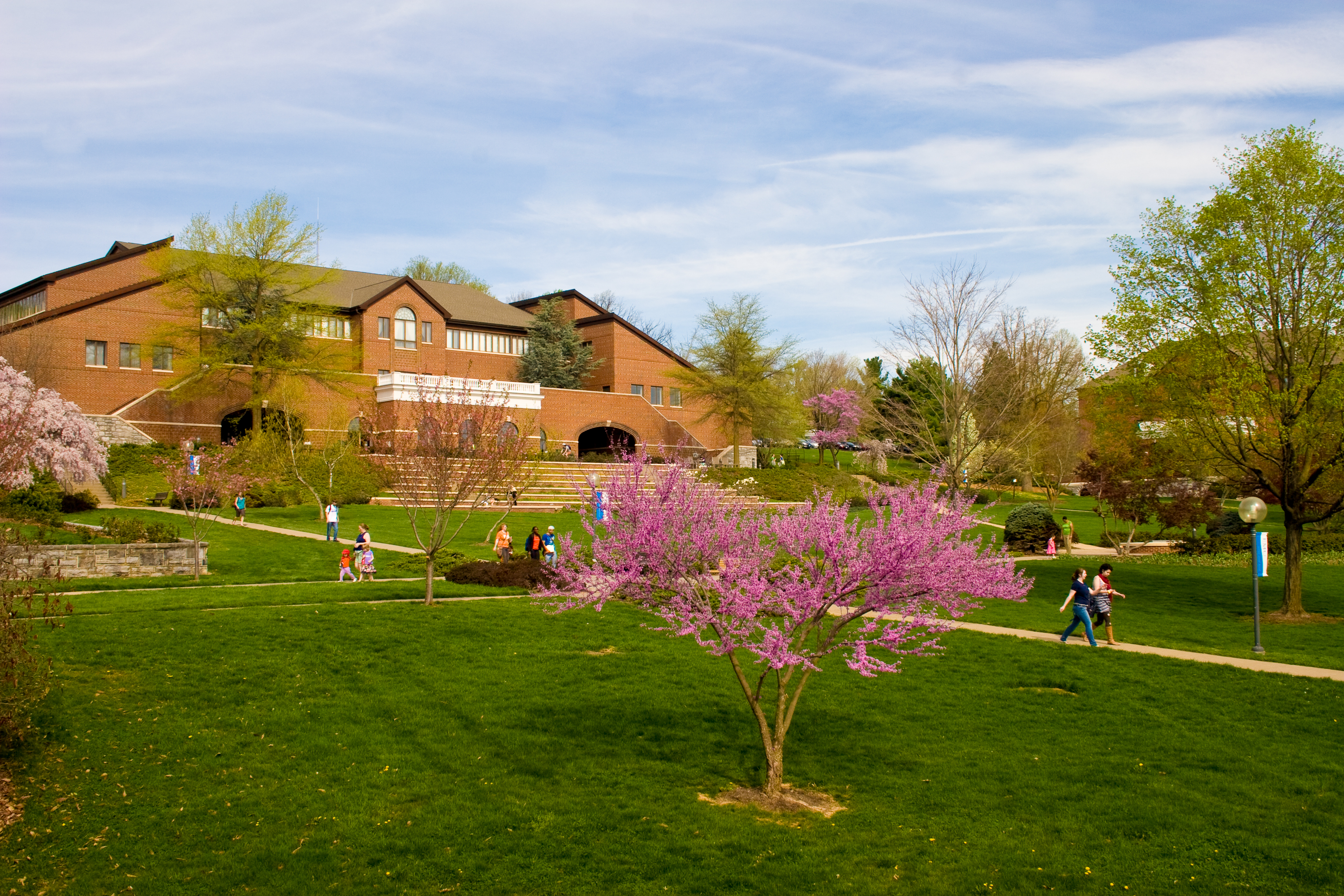
Zentralgebäude
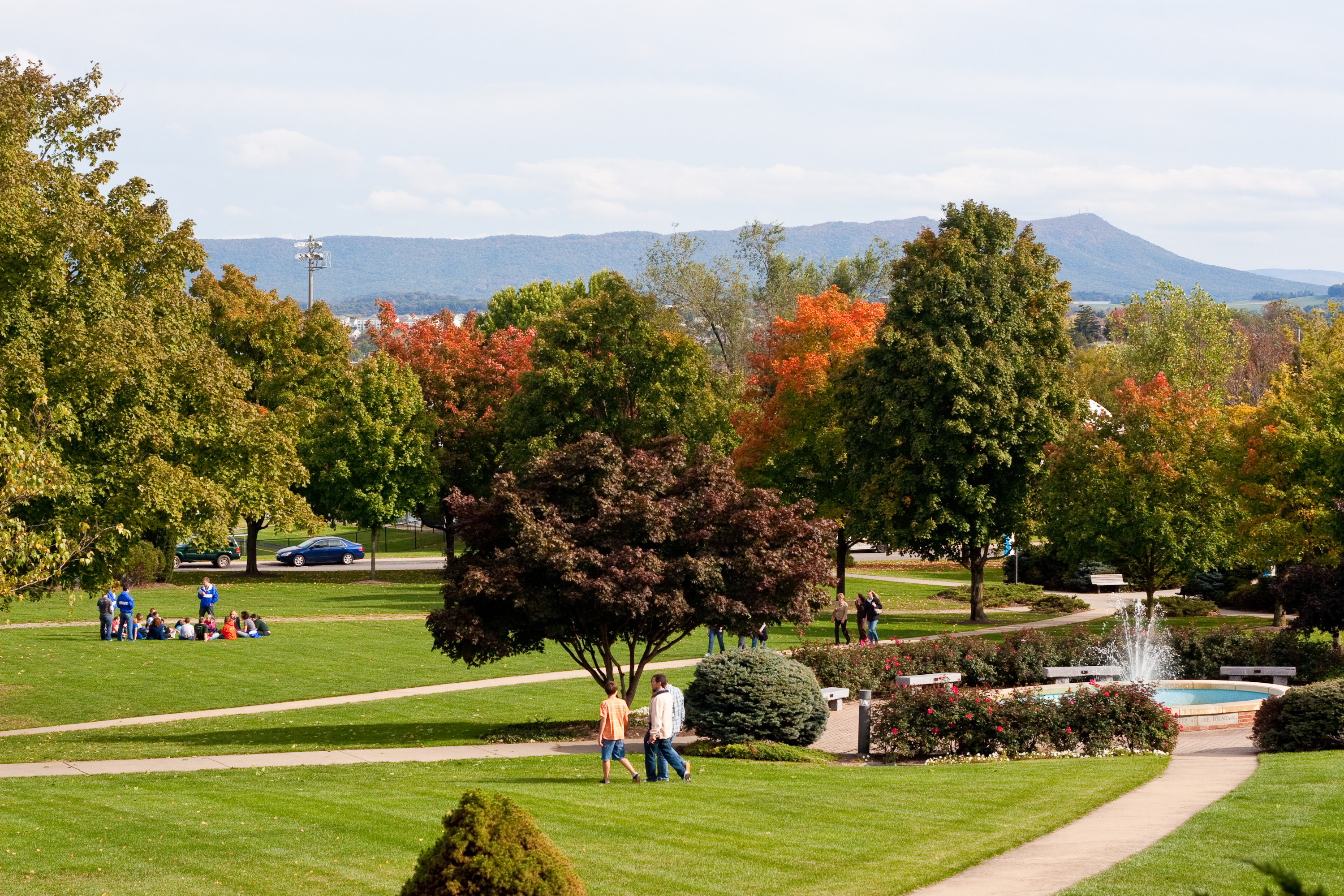
Blick über den Campus
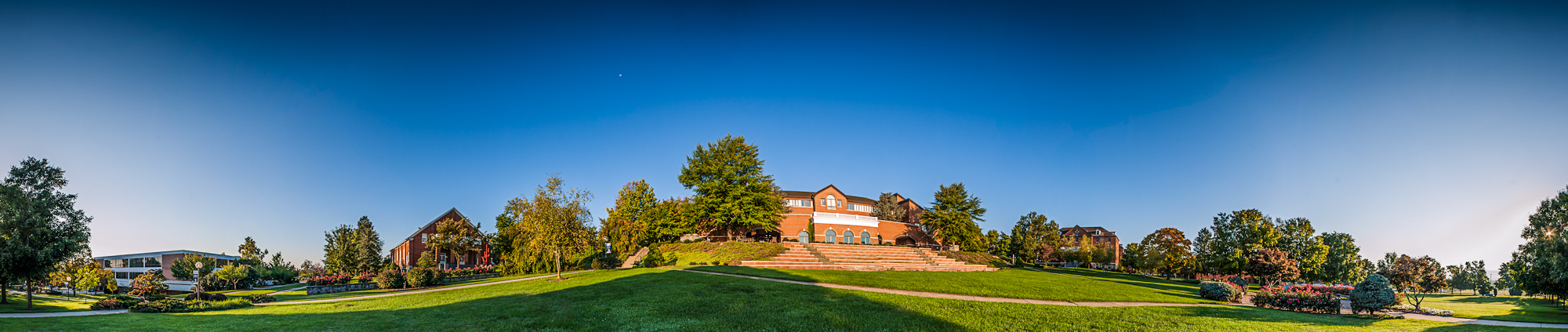
Panoramasicht

## Bekannte Lehrer und Absolventen
- Leymah Gbowee (* 1972), Friedensnobelpreisträgerin 2011
- John Paul Lederach (* 1955), Soziologe, 1990 bis 2001 Professor an der EMU, 1994 Mitbegründer des CJP
- Hassan Sheikh Mohamud (* 1955), 2012 bis 2017 und ab 2022 Präsident Somalias[8]
- Howard Zehr, Professor für Soziologie und Restorative Justice